# Difuzijska pumpa
Difuzijska pumpa (sisaljka, crpka) je uređaj za postizanje visokog vakuuma (oko 10–4 Pa). Grijanjem žive ili ulja (već prema tipu pumpe) u posudi kojoj se stijenke hlade tekućim dušikom, i u kojoj je rotacijskom vakuum sisaljkom postignut tlak od najviše 10–1 Pa, dolazi do isparavanja (žive ili ulja), otapanja molekula zraka difuzijskim procesima (otuda ime) te kondenzacije na hlađenim stijenkama. Unutar difuzijske pumpe, rotacijskom se pumpom na dnu održava tlak oko 10–1 Pa, dok u gornjem dijelu odvođenjem molekula plina tlak opada do ravnotežnog od oko10–4 Pa. Difuzijska pumpa služi u laboratorijskim istraživanjima, kod proizvodnje poluvodiča, elektroničkih dijelova i slično.
Difuzijske pumpe koriste parne mlaznice velike brzine za plinske molekule, neposredno kroz mlaznice pare koje prolaze dalje kroz kućište na stražnji dio pumpe i kroz ispuh u okoliš. Wolfgang Gaede ih je prikazao 1915. pomoću živine pare. One su bile prvi tipovi visoko vakumskih pumpi koje su funkcionirale u režimu slobodnog molekularnog protoka, gdje kretanje plinskih molekula može biti razumljivije kod raspršivanja, nego kod konvencionalne dinamike tekućine. Gaede je koristio ime difuzijska pumpa prije njene konstrukcije, na osnovu pronalaska da se plin ne može raspršivati, nasuprot pare koja struji. Međutim, način rada može biti točnije opisan kao plinsko-mlazna pumpa. Raspršivanje također ima ulogu u drugim velikim vakuumskim pumpama. U modernim udžbenicima, difuzijska pumpa je kategorizirana kao trenutno prijenosna pumpa. Difuzijska pumpa je široko primijenjena, u oba sektora: industriji i istraživanju.  Najsuvremenije difuzijske pumpe koriste silikonsko ulje kao radni medij. Cecil Reginald Burch je otkrio 1928. mogućnost korištenja silikonskog ulja. 

## Uljne difuzijske pumpe
Uljna difuzijska pumpa je upravljana s uljem niskog tlaka pri isparavanju. Njena svrha je postići viši vakuum (donji tlak) nego je moguće za korištenje pumpi. Iako je njeno korištenje bilo uglavnom povezano u sklopu visoko-vakuumskih raspona (prema dolje 10-9 mbar- a), difuzijske pumpe danas mogu proizvesti pritiske približno 10-10 mbar, nakon ispravnog korištenja s modernom i dodatnom opremom. Primjene difuzijskih pumpi za vrlo visoke vakuume koriste se pri velikim brzinama pumpanja i svim plinovima, a pri tom su niski troškovi po jedinici. Difuzijske pumpe ne mogu izravno ispustiti u plin u atmosferu, tako se mehanički prednji dio pumpe u pravilu koristi za održavanje izlaznog pritiska oko 0,1 mbara.
Kroz mlaznicu fluid teče velikom brzinom i pri tom ključa, te se tako stvara para u sklopu mlaznice. Treba imati na umu da je ulje plinovito kada se unosi u mlaznicu. Unutar mlaznica, protok se mijenja od laminarnog, prema nadzvučnom i molekularanom. Često se različite mlaznice koriste u serijama za povećanje rada pumpe. Difuzijske pumpe se izvana hlade zrakom ili vodom. Para se kondenzira i obnavlja i zatim vraća u kotao. Plinovi u pumpi teku prema dnu, gdje se povećava tlak plinova. Za razliku od turbomolekularnih pumpi, difuzijske pumpe nemaju pokretne dijelove te kao takve su veoma izdržive i sigurne. Difuzijske pumpe mogu raditi na tlakovima između 10-10 i 10-2 mbara. One se upravljaju konvekcijom i prema tome imaju vrlo slabu energetsku učinkovitost. Glavni nedostatak difuzijskih pumpi je sklonost strujanju ulja u vakuumsku komoru. Ulje može zaprljati unutarnju površinu komore u dodiru s vrućim plohama ili prilikom električnog pražnjenja, nakon čega dolazi do karbonizacije. Zbog povratnog strujanja, ulja difuzijskih pumpi nisu prikladna za primjenu s visoko osjetljivom procesnom opremom. Često se hladne prepreke koriste zato da povratno strujanje bude minimalno, makar se iz tog razloga gube sposobnosti pumpe. Zajednička greška u radu uljne difuzijske pumpe je izloženost vrućeg ulja prema okolini. Ako se ovo dogodi, ulje će pregorjeti i mora se zamijeniti. Sustav uvijek trebati biti ohlađen na sobnu temperaturu, prije dosira s atmosferom.

## Parni ejektori
Parni ejektor je difuzijska pumpa za vakuumsku destilaciju i hladno sušenje. Mlaznica pare vuče paru koja mora biti izvučena iz vakuumske komore. Parni ejektori mogu imati jednu ili više faza, s ili bez kondenzacije između faza.

## Komprimirani-zračni ejektori
Jedna kategorija difuzijskih vakuumskih pumpi je višefazni komprimirano-zračni pogonjeni ejektor. To je vrlo popularna primjena gdje se objekt kreće oko komore i vakuumske linije.